# Ronald Melville
Ronald Melville (Bristol, 1903-1985) fue un botánico inglés, que se desarrolló científicamente en el Real Jardín Botánico de Kew. Es principalmente recordado por sus estudios en el periodo de la Segunda Guerra Mundial, del escaramujo como fuente alternativa de vitamina C, promoviendo su uso para evitar epidemias de escorbuto entre la población inglesa más débil por la reducida importación de fruta fresca. Su investigación concluyó que los concentrados de la común Rosa canina L. tenían las mayores concentraciones de esa vitamina.
En sus postreros años, compila el primer texto global de First Red Data Book, publicado en 1970, listando todas las plantas conocidas bajo amenaza de extinción.

## Algunas publicaciones
- On the discrimination of species in hybrid swarms with special reference to Ulmus and the nomenclature of U. minor (Mill.) and U. carpinifolia (Gled.). Taxon 27: 345-351, 1978

- Ulmus canescens: an eastern Mediterranean Elm. Kew Bulletin: 499-502, 1975

- The Story of Plants and their Uses to Man, coautor John Hutchinson, 1948

- The Elms of the Himalaya, coautor Hans M. Heybroek, Kew Bulletin 26 (1), 1971

## Honores
Melville es electo Miembro de la Sociedad linneana de Londres en 1938.

### Epónimos
La especie arbórea Acacia melvillei Pedley 1978 se nombró en su honor.
- La abreviatura «Melville» se emplea para indicar a Ronald Melville como autoridad en la descripción y clasificación científica de los vegetales.[1]